# Stanisław Jarecki (wojewoda)
Stanisław Jarecki, ps. Jarosław, Ława (ur. 28 sierpnia 1892 w Białymstoku, zm. maj 1955) – działacz niepodległościowy, członek Polskiej Partii Socjalistycznej, żołnierz POW i Pogotowia Bojowego PPS, kapitan piechoty rezerwy Wojska Polskiego, wojewoda stanisławowski, więzień w okresie okupacji hitlerowskiej i w okresie Polski Ludowej, kawaler Orderu Virtuti Militari.

## Życiorys
Urodził się 28 sierpnia 1892 r. w Białymstoku, w rodzinie Józefa i Jadwigi z Szamotułłów. Od 1907 r. był członkiem Związku Młodzieży Postępowo-Niepodległościowej. Od 1910 r. członek Polskiej Partii Socjalistycznej. W 1911 r. ukończył gimnazjum w Białymstoku. Studiował na Wydziale Budowy Maszyn Politechniki Lwowskiej oraz na wydziale prawa Uniwersytetu Petersburskiego. Od 1911 r. działał w organizacji akademickiej „Życie” oraz w Związku Strzeleckim. W latach 1912–1914 był instruktorem i zastępcą komendanta Związku Walki Czynnej w Petersburgu. Po wybuchu I wojny światowej w sierpniu 1914 r. wraz z Tadeuszem Hołówką i Tadeuszem Szturm de Sztremem przybył do Warszawy, próbując zorganizować grupę dywersyjną na tyłach wojsk rosyjskich. Po przejściu przez front emisariuszy Jana Bielawskiego i Józefa Kobiałko wziął udział w akcjach o charakterze dywersyjnym wchodząc od listopada 1914 r. do „Oddziału Lotnego Wojsk Polskich”. Od lutego 1915 objął dowództwo Oddziału Lotnego POW okręgu radomskiego. 17 maja 1922, za udział w wielu akcjach dywersyjnych, a w szczególności za poświęcenie i bohaterstwo wykazane podczas wysadzania mostu kolejowego pod Tłuszczem, odznaczony został Krzyżem Srebrnym Orderu Wojskowego Virtuti Militari. Po rozwiązaniu oddziałów lotnych wstępuje do Legionów, służył m.in. w 1 pułku ułanów.
Od listopada 1916 ponownie oddelegowany do POW w okręgu kieleckim. Na początku 1917 r. z inicjatywy PPS, został wyreklamowany z POW i skierowany od działań w Pogotowiu Bojowym PPS. Zadrażnienia pomiędzy PPS a POW spowodowały, że Centralny Komitet Robotniczy PPS postawił przed sądem partyjnym Jareckiego wraz z Józefem Kobiałko, Wacławem Fabierkiewiczem i Tadeuszem Szturm de Sztremem, za kontaktowanie się z POW bez zgody partii, oraz nielegalne akcje ekspropriacyjne. Sąd partyjny zawiesił go w czynnościach członka Wydziału Bojowego.
W styczniu 1918 r. ponownie wszedł do Centralnego Wydziału Pogotowia Bojowego PPS, kierując działem organizacyjnym. Był również instruktorem okręgu łódzkiego. Brał udział w akcjach bojowych m.in. wraz z Józefem Korczakiem w lutym 1918 r. w celu ułatwienia zorganizowania strajku powszechnego w Warszawie, uczestniczył w wysadzeniu transformatora na Woli w Warszawie unieruchamiając komunikacje tramwajową w mieście.
Po odzyskaniu niepodległości był szefem sztabu Komendy Głównej Milicji Ludowej PPS. Po upaństwowieniu Milicji Ludowej również objął od grudnia 1918 r. (a formalnie od stycznia 1919 r.) funkcję szefa sztabu w Komendzie Głównej w stopniu podporucznika. Po likwidacji Milicji Ludowej i utworzeniu w lipcu 1919 r. Policji Państwowej, był w grupie oficerów likwidującej Milicję Ludową. Jako ochotnik walczył w wojnie polsko-bolszewickiej. 3 maja 1922 został zweryfikowany w stopniu kapitana ze starszeństwem od 1 czerwca 1919 i 1366. lokatą w korpusie oficerów piechoty
Po demobilizacji w 1925 r. rozpoczął pracę w administracji państwowej. Był naczelnikiem wydziału bezpieczeństwa w urzędach wojewódzkich w Nowogródku i Toruniu. Wicewojewoda, a od 17 maja 1934 do 9 lipca 1934 r. pełniący obowiązki wojewody kieleckiego. Następnie w Biurze Inspekcyjnym MSW oraz od 20 stycznia 1939 wojewoda stanisławowski. Po agresji ZSRR na Polskę przekroczył granicę polsko-węgierską i działał w piłsudczykowskich organizacjach konspiracyjnych na Węgrzech. Podczas powrotu z wyprawy do okupowanego kraju, aresztowany wiosną 1941 r. przez Niemców i więziony w Nowym Sączu. Po 1945 r. poszukiwany przez władze komunistyczne, ukrywał się pod fałszywym nazwiskiem. Aresztowany w 1952 r. Zmarł w więzieniu w maju 1955 r.

## Ordery i odznaczenia
- Krzyż Srebrny Orderu Wojskowego Virtuti Militari nr 7558 – 17 maja 1922[5][2]
- Krzyż Niepodległości z Mieczami – 15 kwietnia 1932 „za pracę w dziele odzyskania niepodległości”[6]
- Krzyż Oficerski Orderu Odrodzenia Polski – 10 listopada 1928 „za zasługi na polu pracy narodowej, społecznej oraz w służbie państwowej”[7]
- Krzyż Walecznych[1]
- Złoty Krzyż Zasługi – 11 listopada 1936 „za zasługi w służbie państwowej”[8]
- Medal Pamiątkowy za Wojnę 1918–1921[1]
- Medal Dziesięciolecia Odzyskanej Niepodległości[1]
- Srebrny Medal za Długoletnią Służbę[1]
- Brązowy Medal za Długoletnią Służbę[1]